# Сулина уставна реформа
Сулина уставна реформа представља серију закона, које је прогласио Сула као диктатор између 82. п. н. е. и 80. п. н. е. Деценијама пре Сулине диктатуре слабила је контрола Сената. Сулина диктатура представљала је значајан догађај за римски устав. Сула је својим законима ојачао моћ Сената и ослабио моћ народних трибуна и других магистрата. Његова реформа није била дугога века, јер су Помпеј Велики и Марко Лициније Крас укинули Сулин устав чим су 70. п. н. е. били изабрани за конзуле.

## Сукоби оптимата и популара
Током 88. п. н. е. Луције Корнелије Сула је био изабран за конзула и Сенат му је поверио команду у Првом митридатском рату са Митридатом VI од Понта. Када је народни трибун Публије Сулпиције Руф уз подршку Гаја Марија и његових популара поништио Сулино заповедништво у рату, тада је Сула са војском кренуо на Рим, истерао је Гаја Марија из Рима и поново је успоставио премоћ Сената. Сулпицијеви закони су поништени, јер су били изгласани силом након сенатске забране. Сула је након успостављања реда кренуо са војском 87. п. н. е. у рат против Митридата. Након Сулинога одласка популари предвођени Гајем Маријем и Луцијем Корнелијем Цином преузели су власт у Риму и обрачунали су се са својим политичким противницима оптиматима. Популари су били познати по значајним кршењима закона. Гаја Марија су раније неколико пута узастопце бирали за конзула, иако је постојало правило да се након избора за конзула мора сачекати десет година да би се поново имало право кандидовати за конзула. Осим тога злоупотребљавали су народне скупштине да би изгласавали законе, за које нису били овлаштени. Када је Сула окончао Први митридатов рат започео је нови грађански рат својим походом на Рим 83. п. н. е. Сула је 82. п. н. е. заузео Рим, прогласио се диктатором и крваво се обрачунао са својим политичким противницима.

## Сулина реформа овлаштења народних трибуна
Сула је тражио начин да ојача аристократију, тј Сенат. Према Сулином закону Сенат је требало да одобри предлог закона, пре његовога упућивања на разматрање у народну скупштину. Тај одредба је постојала раније све до 3. века п. н. е. Обновио је стару Сервијеву организацију центуријатске скупштине. Након тога тражио је начин како да смањи значај народних трибуна, који су током пола века постали веома опасни и стицали су све већу моћ. Сула је поготово био огорчен на народне трибуне због начина, на који су њега лишили заповедништва у рату са Митридатом VI од Понта. Намера му је била да не само смањи моћ народних трибуна, него и да тај положај лиши престижа. Народн трибуни су били најодговорнији за смањење моћи аристократије. Народни трибуни су били главни чинилац демократије и увек су се супротстављали аристократији, па је због тога Сули било веома значајно да им смањи моћ и значај. Сулином реформом народне скупштине народни трибуни више нису имали право да предлажу законе. Поред тога народни трибуни нису имали право да буду бирани за било коју другу магистратуру, што је обесхрабривало амбициозне појединце да се прихвате положаја народнога трибуна, јер би на тај начин окончали своју политичку каријеру. Народни трибуни нису више имали право да ветом спречавају одлуке Сената. Вето су могли да употребе само да би заштитили појединца. Сама Сулина реформа изгледа да је била противуставна. Главни ефекат реформе био је да је народни трибун остао без стварне моћи и значаја.

## Сулини закони
Сула је поред тога ослабио и магистрате повећавши њихов број. Повећао је број квестора са 8 на 20. Поред тога увео је правило да квестори аутоматски постају сенатори. Та два закона довела су до повећања броја сенатора са 300 на 600. Пошто је са правилом о квесторима било довољно бивших магистрата да попуне Сенат то је цензоре лишило функције именовања сенатора из редова осталих. То је смањило моћ и престиж цензора. Повећањем броја магистрата смањен је значај и моћ свакога појединачнога магистрата, а тиме је и смањен потенцијал опструкције. Све то само је даље повећавало моћ Сената, као главнога органа уставне власти у доба Суле. Након реформи браће Грах витезови су контролисали судове, а често су злоупотребљавали ту моћ. Сула је витезове лишио судске функције и поново је судове вратио под контролу сенатора, као пре Грахових реформи. Повећао је поред тога и број судова. Успоставио је и нова правила о минималној доби за поједине магистратуре (cursus honorum). Тражило се да за одређену магистратуру кандидат има одређени минимални број година. Квестор је требало да има најмање 29 година, претор 39 година, а конзул 42 године. Сула је након тога тражио начин како да спречи да се неки војсковођа убудуће попут њега дочепа уз помоћ војске власти у Риму. Том приликом имао је у виду и огромну акумулацију моћи какву су Гај Марије и Цина имали, јер су заредом били бирани за конзуле. Због тога је поново увео правило да се након избора за конзула мора сачекати десет година да би се поново имало право кандидовати за конзула. Конзули и претори би након окончања свога мандата требало да служе по провинцијама. Сула је повећао број претора, тако да би имао довољно магистрата за сваку провинцију, а циљ му је био да нико не командује дуље време истом војском, да би тако смањио ризик да један војсковођа поново покуша поход на Рим. По Сулином закону претору, конзулу, пропретору или проконзулу није дозвољено да без одобрења Сената или народне скупштине напусти провинцију, поведе војску ван провинције или започне рат. Провинцију су морали да напусте најкасније 30 дана након доласка његовога наследника.

## Пад Сулинога устава
Луције Корнелије Сула је дао оставку на положај диктатора 80. пре н. е, онда је још једном изабран за конзула и умро је 78. п. н. е. Чврсто је успоставио владавину оптимата и премоћ Сената. Сенат је 77. п. н. е. послао Помпеја да угуши побуну у Хиспанији. Помпеј се након окончања задатка вратио у Рим до 71. п. н. е. У отприлике исто време други Сулин помоћник Марко Лициније Крас крваво је угушио Спартаков устанак По повратку у Рим Помпеј и Крас су почели да нападају Сулин устав, покушавајући да добију подршку популара. Обећали су популарима укидање Сулинога законодавства, а заузврат су тражили да их изаберу за конзуле. Наиме према Сулином законодавству конзул је требало да има 42 године, а Помпеј је имао 36 година. Осим тога кандидат за конзула је пре тога требало да буде биран за квестора и претора, а Помпеј није пре тога био претор. Помпеј и Крас су изабрани за конзуле за 70. п. н. е. и чим су изабрани одмах су укинули већину Сулиних закона.